# Mistrzostwa Świata w Hokeju na Lodzie 2012 (elita)
Mistrzostwa Świata w Hokeju na Lodzie Elity 2012 odbyły się w dniach 5–20 maja w Helsinkach i Sztokholmie (w ramach dwuletniej umowy w 2012 roku miejscem półfinałów i meczów o medale były Helsinki, zaś w 2013 roku odwrotnie – Sztokholm). Był to 76. turniej o złoty medal mistrzostw świata. Gospodarzami mistrzostw świata były Finlandia i Szwecja.
W tej części mistrzostw uczestniczyło 16 najlepszych drużyn na świecie. System rozgrywania meczów był inny niż w niższych dywizjach.

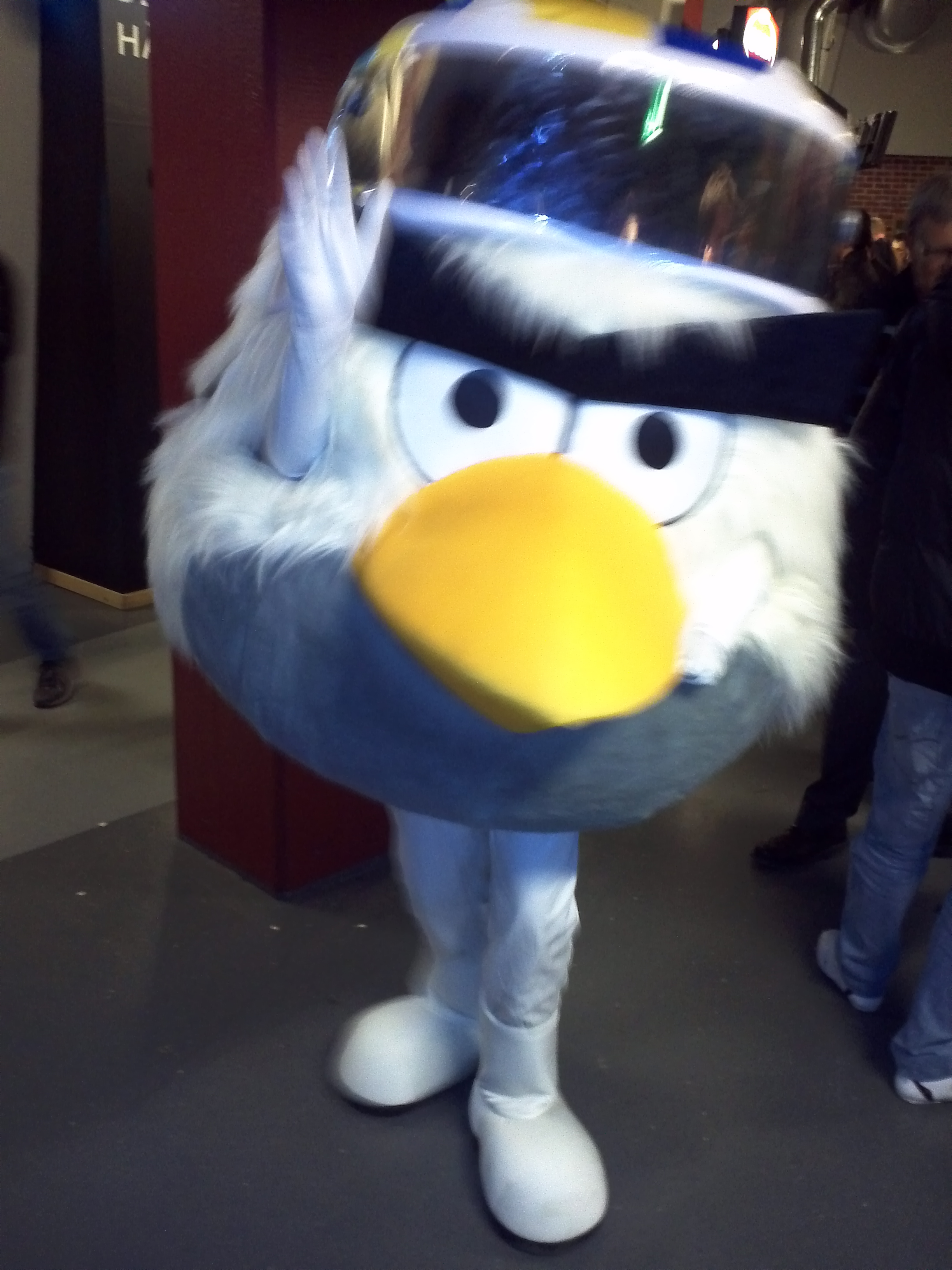
Hockey Bird (Hokejowy Ptak) – maskotka turnieju

## Organizacja
Lodowiska
| Hartwall Areena Pojemność: 13 506 | Ericsson Globe Pojemność: 13 850 |
| --------------------------------- | -------------------------------- |
|                                   |                                  |
| Finlandia – Helsinki              | Szwecja – Sztokholm              |

Po raz pierwszy od 2000 roku zmieniono format mistrzostw świata seniorów. Dotychczasowe dwie fazy grupowe zastąpiono jedną, w której 16 zespołów zostało podzielone na dwie grupy (Jedna w Helsinkach, druga w Sztokholmie). Najsłabsza drużyna w każdej z grup spadła do I dywizji, zaś cztery najlepsze uzyskały awans do ćwierćfinałów. Główna część fazy pucharowej odbyła się w Helsinkach, jedynie dwa mecze ćwierćfinałowe odbyły się w Sztokholmie.

## Uczestnicy
W turnieju elity uczestniczyło 16 zespołów. 13 pochodziło z Europy, 2 z Ameryki Północnej i 1 z Azji.
| Azja - Kazachstan^ Europa - Białoruś* - Czechy* - Dania* - Finlandia† - Francja* - Niemcy* - Włochy^ |  | - Łotwa* - Norwegia* - Rosja* - Słowacja* - Szwecja† - Szwajcaria* Ameryka Północna - Kanada* - Stany Zjednoczone* |

Państwa uczestniczące w mistrzostwach elity na mapie świata

* = Drużyn, które zajęły miejsce w czołowej 14 zespołów mistrzostw świata 2011
^ = Kwalifikacja po zwycięstwie turnieju pierwszej dywizji w 2011 roku
† = Gospodarz turnieju (automatyczna kwalifikacja)

## Faza grupowa

### Grupa H
Wyniki
| 4 maja 2012 | Stany Zjednoczone | 7:2 | Francja | Hartwall Areena, Helsinki |

| Szczegóły      | Szczegóły | Szczegóły       | Szczegóły                                      | Szczegóły                                                                   |
| -------------- | --- | --------------- | ---------------------------------------------- | --------------------------------------------------------------------------- |
| Godzina: 11:15 | K. Okposo 16:52 (EQ) J. Johnson 23:56 (PP) B. Ryan 29:15 (PP) M. Pacioretty 39:38 (EQ) J. Slater 45:38 (EQ) K. Okposo (51:00 (EQ) J. Petry 57:41 (EQ)) | (1:1, 3:1, 3:0) | 12:17 (EQ) N. Besch 33:17 (EQ) P.-É. Bellemare | Widzów: 8402 Sędzia główny: Martin Frano Sędziowie liniowi: Antonín Jeřábek |
| Godzina: 11:15 | 6 min. kar |                 | 12 min. kar                                    | Widzów: 8402 Sędzia główny: Martin Frano Sędziowie liniowi: Antonín Jeřábek |

| 4 maja 2012 | Kanada | 3:2 | Słowacja | Hartwall Areena, Helsinki |

| Szczegóły      | Szczegóły                                                  | Szczegóły       | Szczegóły                                  | Szczegóły                                                                     |
| -------------- | ---------------------------------------------------------- | --------------- | ------------------------------------------ | ----------------------------------------------------------------------------- |
| Godzina: 15:15 | J. Benn 14:21 (EQ) J. Eberle 32:30 (EQ) A. Ladd 35:21 (EQ) | (1:0, 2:1, 0:1) | 21:58 (EQ) T. Tatar 42:59 (EQ) M. Bartovič | Widzów: 6400 Sędzia główny: Lars Brüggemann Sędziowie liniowi: Georg Jablukow |
| Godzina: 15:15 | 2 min. kar                                                 |                 | 4 min. kar                                 | Widzów: 6400 Sędzia główny: Lars Brüggemann Sędziowie liniowi: Georg Jablukow |

| 4 maja 2012 | Białoruś | 0:1 | Finlandia | Hartwall Areena, Helsinki |

| Szczegóły      | Szczegóły   | Szczegóły       | Szczegóły             | Szczegóły                                                                          |
| -------------- | ----------- | --------------- | --------------------- | ---------------------------------------------------------------------------------- |
| Godzina: 19:15 |             | (0:1, 0:0, 0:0) | 19:18 (EQ) J. Niskala | Widzów: 12 354 Sędzia główny: Morgan Johansson Sędziowie liniowi: Christer Lärking |
| Godzina: 19:15 | 14 min. kar |                 | 8 min. kar            | Widzów: 12 354 Sędzia główny: Morgan Johansson Sędziowie liniowi: Christer Lärking |

| 5 maja 2012 | Szwajcaria | 5:1 | Kazachstan | Hartwall Areena, Helsinki |

| Szczegóły      | Szczegóły | Szczegóły       | Szczegóły               | Szczegóły                                                                        |
| -------------- | --- | --------------- | ----------------------- | -------------------------------------------------------------------------------- |
| Godzina: 14:00 | I. Ruthemann 09:48 (EQ) M. Streit 11:04 (PP) M. Streit 24:04 (PP) I. Ruthemann 32:08 (PP) F. du Bois 36:53 (EQ) | (2:0, 3:1, 0:0) | 21:36 (EQ) R. Sawczenko | Widzów: 7221 Sędzia główny: Brueggemann Lars Sędziowie liniowi: Johansson Morgan |
| Godzina: 14:00 | 8 min. kar |                 | 14 min. kar             | Widzów: 7221 Sędzia główny: Brueggemann Lars Sędziowie liniowi: Johansson Morgan |

| 5 maja 2012 | Kanada | 4:5 d. | Stany Zjednoczone | Hartwall Areena, Helsinki |

| Szczegóły      | Szczegóły                                                                          | Szczegóły            | Szczegóły                                                                                                   | Szczegóły                                                                            |
| -------------- | ---------------------------------------------------------------------------------- | -------------------- | --- | ------------------------------------------------------------------------------------ |
| Godzina: 18:00 | J. Tavares 06:38 (EQ) J. Skinner 27:34 (EQ) E. Kane 49:51 (EQ) D. Keith 58:21 (EQ) | (1:1, 1:1, 2:2, 0:1) | 01:10 (EQ) J. Slater 33:54 (PP) J. Johnson 46:43 (SH) P. Dwyer 56:19 (EQ) N. Thompson 61:47 (PP) J. Johnson | Widzów: 6842 Sędzia główny: Wiaczesław Bulianow Sędziowie liniowi: Konstantin Olenin |
| Godzina: 18:00 | 8 min. kar                                                                         |                      | 6 min. kar                                                                                                  | Widzów: 6842 Sędzia główny: Wiaczesław Bulianow Sędziowie liniowi: Konstantin Olenin |

| 6 maja 2012 | Francja | 6:3 | Kazachstan | Hartwall Areena, Helsinki |

| Szczegóły      | Szczegóły | Szczegóły       | Szczegóły                                                                      | Szczegóły                                                                    |
| -------------- | --- | --------------- | ------------------------------------------------------------------------------ | ---------------------------------------------------------------------------- |
| Godzina: 11:15 | K. Hecquefeuille 08:59 (PP) N. Besch 11:27 (EQ) S. Treille 14:53 (PP) J. Desrosiers 27:49 (EQ) P.E. Bellemare 51:02 (EQ) K. Hecquefeuille 56:14 (PP) | (3:1, 1:1, 2:1) | 17:13 (PP1) W. Krasnosłobodcew 33:16 (PP) F. Poliszczuk 40:42 (EQ) T. Żajłauow | Widzów: 8673 Sędzia główny: Martin Frano Sędziowie liniowi: Christer Larking |
| Godzina: 11:15 | 39 min. kar |                 | 24 min. kar                                                                    | Widzów: 8673 Sędzia główny: Martin Frano Sędziowie liniowi: Christer Larking |

| 6 maja 2012 | Finlandia | 1:0 | Słowacja | Hartwall Areena, Helsinki |

| Szczegóły      | Szczegóły             | Szczegóły       | Szczegóły   | Szczegóły                                                                              |
| -------------- | --------------------- | --------------- | ----------- | -------------------------------------------------------------------------------------- |
| Godzina: 15:15 | J. Pesonen 07:32 (EQ) | (1:0, 0:0, 0:0) |             | Widzów: 12 855 Sędzia główny: Wiaczesław Bulianow Sędziowie liniowi: Konstantin Olenin |
| Godzina: 15:15 | 4 min. kar            |                 | 10 min. kar | Widzów: 12 855 Sędzia główny: Wiaczesław Bulianow Sędziowie liniowi: Konstantin Olenin |

| 6 maja 2012 | Szwajcaria | 3:2 | Białoruś | Hartwall Areena, Helsinki |

| Szczegóły      | Szczegóły                                                   | Szczegóły       | Szczegóły                                 | Szczegóły                                                                       |
| -------------- | ----------------------------------------------------------- | --------------- | ----------------------------------------- | ------------------------------------------------------------------------------- |
| Godzina: 19:15 | S. Moser 06:55 (EQ) S. Moser 11:57 (EQ) K. Romyk 47:48 (EQ) | (2:1, 0:1, 1:0) | 10:26 (EQ) A. Ugarow 21:34 (EQ) K. Kalcou | Widzów: 5249 Sędzia główny: Georgij Jablukov Sędziowie liniowi: Antonín Jeřábek |
| Godzina: 19:15 | 6 min. kar                                                  |                 | 6 min. kar                                | Widzów: 5249 Sędzia główny: Georgij Jablukov Sędziowie liniowi: Antonín Jeřábek |

| 7 maja 2012 | Francja | 2:7 | Kanada | Hartwall Areena, Helsinki |

| Szczegóły      | Szczegóły                                  | Szczegóły       | Szczegóły | Szczegóły                                                                        |
| -------------- | ------------------------------------------ | --------------- | --- | -------------------------------------------------------------------------------- |
| Godzina: 15:15 | B.Henderson 19:22 (EQ) A.Roleau 33:49 (EQ) | (1:4, 1:1, 0:2) | 01:59 (EQ) R. Nugent-Hopkins 09:56 (PP) P. Sharp 13:54 (EQ) J. Benn 17:21 (EQ) J. Benn 33:19 (PP) J. Eberle 49:56 (EQ) R. Nugent-Hopkins 52:19 (EQ) C. Perry | Widzów: 3415 Sędzia główny: Lars Brueggemann Sędziowie liniowi: Georgij Jablukov |
| Godzina: 15:15 | 6 min. kar                                 |                 | 4 min. kar | Widzów: 3415 Sędzia główny: Lars Brueggemann Sędziowie liniowi: Georgij Jablukov |

| 7 maja 2012 | Stany Zjednoczone | 2:4 | Słowacja | Hartwall Areena, Helsinki |

| Szczegóły      | Szczegóły                                 | Szczegóły       | Szczegóły                                                                               | Szczegóły                                                                        |
| -------------- | ----------------------------------------- | --------------- | --------------------------------------------------------------------------------------- | -------------------------------------------------------------------------------- |
| Godzina: 19:15 | J. Faulk 15:41 (EQ) P. Stastny 38:47 (PP) | (1:3, 1:0, 0:1) | 00:47 (EQ) D. Graňák 15:04 (EQ) B. Radivojevič 19:54 (EQ) A. Sekera 59:23 (EN) M. Šatan | Widzów: 3948 Sędzia główny: Morgan Johansson Sędziowie liniowi: Christer Larking |
| Godzina: 19:15 | 6 min. kar                                |                 | 6 min. kar                                                                              | Widzów: 3948 Sędzia główny: Morgan Johansson Sędziowie liniowi: Christer Larking |

| 8 maja 2012 | Białoruś | 3:2 | Kazachstan | Hartwall Areena, Helsinki |

| Szczegóły      | Szczegóły                                                       | Szczegóły       | Szczegóły                                                   | Szczegóły                                                                |
| -------------- | --------------------------------------------------------------- | --------------- | ----------------------------------------------------------- | ------------------------------------------------------------------------ |
| Godzina: 15:15 | K. Kalcou 28:48 (SH) A. Ugarow 33:37 (EQ) A. Kułakou 33:52 (EQ) | (0:1, 3:1, 0:0) | 02:32 (SH) W. Krasnosłobodcew 27:42 (EQ) W. Krasnosłobodcew | Widzów: 3221 Sędzia główny: Martin Frano Sędziowie liniowi: Jari Levonen |
| Godzina: 15:15 | 12 min. kar                                                     |                 | 6 min. kar                                                  | Widzów: 3221 Sędzia główny: Martin Frano Sędziowie liniowi: Jari Levonen |

| 8 maja 2012 | Finlandia | 5:2 | Szwajcaria | Hartwall Areena, Helsinki |

| Szczegóły      | Szczegóły | Szczegóły       | Szczegóły                               | Szczegóły                                                                    |
| -------------- | --- | --------------- | --------------------------------------- | ---------------------------------------------------------------------------- |
| Godzina: 19:15 | J. Immonen 06:30 (PP) L. Komarov 26:05 (EQ) J. Immonen 36:45 (EQ) V. Filppula 49:46 (PP) V. Filppula 51:56 (EQ) | (1:0, 2:1, 2:0) | 25:44 (EQ) A. Ambühl 37:44 (PP) R. Wick | Widzów: 12 448 Sędzia główny: Antonín Jeřábek Sędziowie liniowi: David Lewis |
| Godzina: 19:15 | 18 min. kar |                 | 10 min. kar                             | Widzów: 12 448 Sędzia główny: Antonín Jeřábek Sędziowie liniowi: David Lewis |

| 9 maja 2012 | Słowacja | 4:2 | Kazachstan | Hartwall Areena, Helsinki |

| Szczegóły      | Szczegóły                                                                              | Szczegóły       | Szczegóły                                       | Szczegóły                                                                       |
| -------------- | -------------------------------------------------------------------------------------- | --------------- | ----------------------------------------------- | ------------------------------------------------------------------------------- |
| Godzina: 15:15 | D. Graňák 01:08 (EQ) L. Hudáček 37:49 (PP) T. Kopecký 48:18 (EQ) T. Kopecký 59:46 (PP) | (1:1, 1:0, 2:1) | 11:18 (EQ) J. Rymariew 43:15 (EQ) K. Puszkariow | Widzów: 3706 Sędzia główny: Georgij Jablukov Sędziowie liniowi: Antonín Jeřábek |
| Godzina: 15:15 | 4 min. kar                                                                             |                 | 8 min. kar                                      | Widzów: 3706 Sędzia główny: Georgij Jablukov Sędziowie liniowi: Antonín Jeřábek |

| 9 maja 2012 | Kanada | 3:2 | Szwajcaria | Hartwall Areena, Helsinki |

| Szczegóły      | Szczegóły                                                        | Szczegóły       | Szczegóły                                  | Szczegóły                                                                |
| -------------- | ---------------------------------------------------------------- | --------------- | ------------------------------------------ | ------------------------------------------------------------------------ |
| Godzina: 19:15 | J. Tavares 20:35 (EQ) J. Eberle 40:41 (EQ) R. Getzlaf 48:02 (EQ) | (0:1, 1:0, 2:1) | 01:40 (EQ) D. Brunner 43:49 (PP) G. Bezina | Widzów: 4829 Sędzia główny: Martin Frano Sędziowie liniowi: Jari Levonen |
| Godzina: 19:15 | 4 min. kar                                                       |                 | 8 min. kar                                 | Widzów: 4829 Sędzia główny: Martin Frano Sędziowie liniowi: Jari Levonen |

| 10 maja 2012 | Stany Zjednoczone | 5:3 | Białoruś | Hartwall Areena, Helsinki |

| Szczegóły      | Szczegóły | Szczegóły       | Szczegóły                                                          | Szczegóły                                                                   |
| -------------- | --- | --------------- | ------------------------------------------------------------------ | --------------------------------------------------------------------------- |
| Godzina: 15:15 | J. Abdelkader 01:39 (EQ) C. Atkinson 06:31 (EQ) N. Thompson 38:21 (EQ) B. Ryan 52:10 (EQ) P. Stastny 55:34 (EQ) | (2:1, 1:1, 2:1) | 16:15 (EQ) A. Kalużny 22:50 (PP) A. Ugarow 59:50 (PP) J. Kowyrszyn | Widzów: 7441 Sędzia główny: Georgij Jablukov Sędziowie liniowi: David Lewis |
| Godzina: 15:15 | 22 min. kar |                 | 16 min. kar                                                        | Widzów: 7441 Sędzia główny: Georgij Jablukov Sędziowie liniowi: David Lewis |

| 10 maja 2012 | Francja | 1:7 | Finlandia | Hartwall Areena, Helsinki |

| Szczegóły      | Szczegóły            | Szczegóły       | Szczegóły | Szczegóły                                                                   |
| -------------- | -------------------- | --------------- | --- | --------------------------------------------------------------------------- |
| Godzina: 19:15 | A. Guttig 43:34 (PP) | (0:1, 0:4, 1:2) | 10:12 (PP) J. Immonen 30:00 (EQ) M. Koivu 33:49 (PP) J. Jokinen 37:12 (EQ) J. Niskala 38:08 (EQ) N. Kapanen 44:01 (PP) J. Jokinen 50:00 (PP) J. Hietanen | Widzów: 12 957 Sędzia główny: Steve Patafie Sędziowie liniowi: Brent Reiber |
| Godzina: 19:15 | 14 min. kar          |                 | 12 min. kar | Widzów: 12 957 Sędzia główny: Steve Patafie Sędziowie liniowi: Brent Reiber |

| 11 maja 2012 | Kazachstan | 2:3 d. | Stany Zjednoczone | Hartwall Areena, Helsinki |

| Szczegóły      | Szczegóły                                       | Szczegóły            | Szczegóły                                                     | Szczegóły                                                               |
| -------------- | ----------------------------------------------- | -------------------- | ------------------------------------------------------------- | ----------------------------------------------------------------------- |
| Godzina: 15:15 | K. Puszkariow 38:17 (PP) T. Żajłauow 55:54 (EQ) | (0:0, 1:1, 1:1, 0:1) | 34:12 (EQ) J.T. Brown 44:58 (EQ) J. Faulk 64:38 (EQ) J. Faulk | Widzów: 9856 Sędzia główny: Jari levonen Sędziowie liniowi: David Lewis |
| Godzina: 15:15 | 2 min. kar                                      |                      | 4 min. kar                                                    | Widzów: 9856 Sędzia główny: Jari levonen Sędziowie liniowi: David Lewis |

| 11 maja 2012 | Finlandia | 3:5 | Kanada | Hartwall Areena, Helsinki |

| Szczegóły      | Szczegóły                                                         | Szczegóły       | Szczegóły                                                                                                  | Szczegóły                                                                      |
| -------------- | ----------------------------------------------------------------- | --------------- | --- | ------------------------------------------------------------------------------ |
| Godzina: 19:15 | A. Pihlström 05:53 (EQ) M. Koivu 10:31 (PP) J. Jokinen 27:36 (PP) | (2:0, 1:3, 0:2) | 25:34 (EQ) A. Burrows 34:31 (EQ) J. Tavares 38:18 (EQ) J. Skinner 46:04 (EQ) C. Perry 59:36 (EN) J. Eberle | Widzów: 13 059 Sędzia główny: Martin Frano Sędziowie liniowi: Christer Larking |
| Godzina: 19:15 | 4 min. kar                                                        |                 | 12 min. kar                                                                                                | Widzów: 13 059 Sędzia główny: Martin Frano Sędziowie liniowi: Christer Larking |

| 12 maja 2012 | Słowacja | 5:1 | Białoruś | Hartwall Areena, Helsinki |

| Szczegóły      | Szczegóły | Szczegóły       | Szczegóły              | Szczegóły                                                                |
| -------------- | --- | --------------- | ---------------------- | ------------------------------------------------------------------------ |
| Godzina: 11:15 | A. Sekera 06:46 (EQ) B. Radivojevič 23:16 (EQ) M. Miklík 24:58 (EQ) T. Kopecký 25:48 (EQ) J.Mikúš 26:56 (EQ) | (1:0, 4:1, 0:0) | 34:36 (PP1) A. Kalużny | Widzów: 9032 Sędzia główny: Jari Levonen Sędziowie liniowi: Brent Reiber |
| Godzina: 11:15 | 18 min. kar                                                                                                  |                 | 8 min. kar             | Widzów: 9032 Sędzia główny: Jari Levonen Sędziowie liniowi: Brent Reiber |

| 12 maja 2012 | Szwajcaria | 2:4 | Francja | Hartwall Areena, Helsinki |

| Szczegóły      | Szczegóły                                   | Szczegóły       | Szczegóły                                                                                | Szczegóły                                                                        |
| -------------- | ------------------------------------------- | --------------- | ---------------------------------------------------------------------------------------- | -------------------------------------------------------------------------------- |
| Godzina: 15:15 | D. Brunner 33:14 (EQ) D. Brunner 35:04 (EQ) | (0:1, 2:1, 0:2) | 17:11 (PP) Y. Auvitu 32:44 (EQ) T. Da Costa 46:21 (PP) L. Meunier 47:05 (PP) S. Da Costa | Widzów: 9155 Sędzia główny: Georgij Jablukov Sędziowie liniowi: Christer Larking |
| Godzina: 15:15 | 31 min. kar                                 |                 | 10 min. kar                                                                              | Widzów: 9155 Sędzia główny: Georgij Jablukov Sędziowie liniowi: Christer Larking |

| 12 maja 2012 | Kazachstan | 0:8 | Kanada | Hartwall Areena, Helsinki |

| Szczegóły      | Szczegóły  | Szczegóły       | Szczegóły | Szczegóły                                                                    |
| -------------- | ---------- | --------------- | --- | ---------------------------------------------------------------------------- |
| Godzina: 19:15 |            | (0:1, 0:2, 0:5) | 15:45 (PP) D. Phaneuf 32:05 (EQ) C. Perry 37:03 (SH) A. Burrows 42:57 (EQ) E. Kane 43:39 (EQ) J. Tavares 43:47 (EQ) T. Purcell 45:53 (EQ) D. Phaneuf | Widzów: 4151 Sędzia główny: Antonín Jeřábek Sędziowie liniowi: Steve Patafie |
| Godzina: 19:15 | 8 min. kar |                 | 10 min. kar | Widzów: 4151 Sędzia główny: Antonín Jeřábek Sędziowie liniowi: Steve Patafie |

| 13 maja 2012 | Finlandia | 0:5 | Stany Zjednoczone | Hartwall Areena, Helsinki |

| Szczegóły      | Szczegóły   | Szczegóły       | Szczegóły | Szczegóły                                                                      |
| -------------- | ----------- | --------------- | --- | ------------------------------------------------------------------------------ |
| Godzina: 15:15 |             | (0:1, 0:2, 0:2) | 16:19 (EQ) M. Pacioretty 35:33 (EQ) K. Palmieri 37:56 (PP) K. Okposo 42:12 (EQ) C. Butler 44:08 (EQ) B. Ryan | Widzów: 12 652 Sędzia główny: Georgij Jablukov Sędziowie liniowi: Brent Reiber |
| Godzina: 15:15 | 39 min. kar |                 | 6 min. kar                                                                                                   | Widzów: 12 652 Sędzia główny: Georgij Jablukov Sędziowie liniowi: Brent Reiber |

| 13 maja 2012 | Szwajcaria | 0:1 | Słowacja | Hartwall Areena, Helsinki |

| Szczegóły      | Szczegóły  | Szczegóły       | Szczegóły           | Szczegóły                                                                |
| -------------- | ---------- | --------------- | ------------------- | ------------------------------------------------------------------------ |
| Godzina: 19:15 |            | (0:1, 0:0, 0:0) | 18:13 (EQ) T. Tatar | Widzów: 4257 Sędzia główny: David Lewis Sędziowie liniowi: Steve Patafie |
| Godzina: 19:15 | 4 min. kar |                 | 2 min. kar          | Widzów: 4257 Sędzia główny: David Lewis Sędziowie liniowi: Steve Patafie |

| 14 maja 2012 | Białoruś | 1:2 | Francja | Hartwall Areena, Helsinki |

| Szczegóły      | Szczegóły             | Szczegóły       | Szczegóły                                        | Szczegóły                                                                |
| -------------- | --------------------- | --------------- | ------------------------------------------------ | ------------------------------------------------------------------------ |
| Godzina: 15:15 | A. Kalużny 08:15 (EQ) | (1:0, 0:1, 0:1) | 37:57 (EQ) K. Hecquefeuille 58:43 (EQ) Y. Auvitu | Widzów: 5583 Sędzia główny: Martin Frano Sędziowie liniowi: Jari Levonen |
| Godzina: 15:15 | 6 min. kar            |                 | 8 min. kar                                       | Widzów: 5583 Sędzia główny: Martin Frano Sędziowie liniowi: Jari Levonen |

| 14 maja 2012 | Kazachstan | 1:4 | Finlandia | Hartwall Areena, Helsinki |

| Szczegóły      | Szczegóły                | Szczegóły       | Szczegóły                                                                                 | Szczegóły                                                                         |
| -------------- | ------------------------ | --------------- | ----------------------------------------------------------------------------------------- | --------------------------------------------------------------------------------- |
| Godzina: 19:15 | K. Puszkariew 49:03 (PP) | (0:0, 0:3, 1:1) | 24:02 (PP) J. Jokinen 31:38 (PP) M. Mäenpää 37:43 (EQ) V. Filppula 41:15 (PP) V. Filppula | Widzów: 12 443 Sędzia główny: Antonín Jeřábek Sędziowie liniowi: Christer Lärking |
| Godzina: 19:15 | 18 min. kar              |                 | 10 min. kar                                                                               | Widzów: 12 443 Sędzia główny: Antonín Jeřábek Sędziowie liniowi: Christer Lärking |

| 15 maja 2012 | Kanada | 5:1 | Białoruś | Hartwall Areena, Helsinki |

| Szczegóły      | Szczegóły | Szczegóły       | Szczegóły              | Szczegóły                                                                     |
| -------------- | --- | --------------- | ---------------------- | ----------------------------------------------------------------------------- |
| Godzina: 11:15 | R. O’Reilly 02:16 (EQ) C. Perry 29:10 (PP) R. Getzlaf 32:46 (EQ) R. Nugent-Hopkins 34:11 (PP) R. O’Reilly 48:16 (EQ) | (1:1, 3:0, 1:0) | 14:25 (EQ) S. Kascicyn | Widzów: 9140 Sędzia główny: Georgij Jablukov Sędziowie liniowi: Steve Patafie |
| Godzina: 11:15 | 6 min. kar |                 | 43 min. kar            | Widzów: 9140 Sędzia główny: Georgij Jablukov Sędziowie liniowi: Steve Patafie |

| 15 maja 2012 | Słowacja | 5:4 | Francja | Hartwall Areena, Helsinki |

| Szczegóły      | Szczegóły | Szczegóły       | Szczegóły                                                                               | Szczegóły                                                                   |
| -------------- | --- | --------------- | --------------------------------------------------------------------------------------- | --------------------------------------------------------------------------- |
| Godzina: 15:15 | M. Bartovič 02:36 (EQ) T. Kopecký 06:50 (EQ) M. Handzuš 35:26 (PP) B. Radivojevič 40:39 (EQ) B. Radivojevič 50:27 (PP) | (2:2, 1:1, 2:1) | 07:11 (EQ) Y. Treille 15:00 (EQ) T. Da Costa 39:21 (EQ) D. Fleury 45:17 (EQ) A. Roussel | Widzów: 7481 Sędzia główny: Antonín Jeřábek Sędziowie liniowi: Brent Reiber |
| Godzina: 15:15 | 4 min. kar |                 | 20 min. kar                                                                             | Widzów: 7481 Sędzia główny: Antonín Jeřábek Sędziowie liniowi: Brent Reiber |

| 15 maja 2012 | Stany Zjednoczone | 5:2 | Szwajcaria | Hartwall Areena, Helsinki |

| Szczegóły      | Szczegóły                                                                                                 | Szczegóły       | Szczegóły                                        | Szczegóły                                                                    |
| -------------- | --- | --------------- | ------------------------------------------------ | ---------------------------------------------------------------------------- |
| Godzina: 19:15 | B. Ryan 22:39 (EQ) C. Fowler 36:52 (EQ) P. Stastny 45:22 (PP) A. Goligoski 46:04 (EQ) J. Petry 54:59 (EQ) | (0:0, 2:1, 3:1) | 20:21 (EQ) I. Rüthemann 54:43 (EQ) M. Traschsler | Widzów: 9212 Sędzia główny: Martin Fraňo Sędziowie liniowi: Christer Larking |
| Godzina: 19:15 | 10 min. kar                                                                                               |                 | 8 min. kar                                       | Widzów: 9212 Sędzia główny: Martin Fraňo Sędziowie liniowi: Christer Larking |

Tabela
| Lp. | Zespół            | M | W | WpD | PpD | P | G + | G – | +/− | Pkt |
| --- | ----------------- | - | - | --- | --- | - | --- | --- | --- | --- |
| 1   | Kanada            | 7 | 6 | 0   | 1   | 0 | 35  | 15  | +20 | 19  |
| 2   | Stany Zjednoczone | 7 | 4 | 2   | 0   | 1 | 33  | 17  | +16 | 16  |
| 3   | Finlandia         | 7 | 5 | 0   | 0   | 2 | 21  | 12  | +9  | 15  |
| 4   | Słowacja          | 7 | 5 | 0   | 0   | 2 | 21  | 13  | +8  | 15  |
| 5   | Francja           | 7 | 3 | 0   | 0   | 4 | 21  | 32  | -11 | 9   |
| 6   | Szwajcaria        | 7 | 2 | 0   | 0   | 5 | 16  | 21  | -5  | 6   |
| 7   | Białoruś          | 7 | 1 | 0   | 0   | 6 | 11  | 23  | -12 | 3   |
| 8   | Kazachstan        | 7 | 0 | 0   | 1   | 6 | 11  | 33  | -22 | 1   |

Lp. = lokata, M = liczba rozegranych spotkań, W = Wygrane, WpD = Wygrane po dogrywce lub karnych, PpD = Porażki po dogrywce lub karnych, P = Porażki, G+ = Gole strzelone, G- = Gole stracone, Pkt = Liczba zdobytych punktów,     = awans do ćwierćfinałów     = pozostanie w elicie     = spadek do I dywizji, grupy A

### Grupa S
Wyniki
| 4 maja 2012 | Niemcy | 3:0 | Włochy | Ericsson Globe, Sztokholm |

| Szczegóły      | Szczegóły                                                         | Szczegóły       | Szczegóły   | Szczegóły                                                                  |
| -------------- | ----------------------------------------------------------------- | --------------- | ----------- | -------------------------------------------------------------------------- |
| Godzina: 12:15 | C. Schubert 16:16 (EQ) P. Reimer 22:42 (EQ) C. Fischer 45:11 (PP) | (1:0, 1:0, 1:0) |             | Widzów: 1033 Sędzia główny: Danny Kurmann Sędziowie liniowi: Steve Patafie |
| Godzina: 12:15 | 6 min. kar                                                        |                 | 10 min. kar | Widzów: 1033 Sędzia główny: Danny Kurmann Sędziowie liniowi: Steve Patafie |

| 4 maja 2012 | Czechy | 2:0 | Dania | Ericsson Globe, Sztokholm |

| Szczegóły      | Szczegóły                                  | Szczegóły       | Szczegóły  | Szczegóły                                                              |
| -------------- | ------------------------------------------ | --------------- | ---------- | ---------------------------------------------------------------------- |
| Godzina: 16:15 | A. Hemský 39:55 (EQ) P. Tenkrát 57:21 (EQ) | (0:0, 1:0, 1:0) |            | Widzów: 1610 Sędzia główny: Keith Kaval Sędziowie liniowi: David Lewis |
| Godzina: 16:15 | 8 min. kar                                 |                 | 8 min. kar | Widzów: 1610 Sędzia główny: Keith Kaval Sędziowie liniowi: David Lewis |

| 4 maja 2012 | Szwecja | 3:1 | Norwegia | Ericsson Globe, Sztokholm |

| Szczegóły      | Szczegóły                                                             | Szczegóły       | Szczegóły            | Szczegóły                                                                    |
| -------------- | --------------------------------------------------------------------- | --------------- | -------------------- | ---------------------------------------------------------------------------- |
| Godzina: 20:15 | J. Silfverberg 16:48 (PP) M. Krüger 22:29 (EQ) L. Eriksson 44:18 (PP) | (1:0, 1:1, 1:0) | 20:20 (EQ) M. Hansen | Widzów: 7770 Sędzia główny: Vladimír Baluška Sędziowie liniowi: Brent Reiber |
| Godzina: 20:15 | 14 min. kar                                                           |                 | 14 min. kar          | Widzów: 7770 Sędzia główny: Vladimír Baluška Sędziowie liniowi: Brent Reiber |

| 5 maja 2012 | Łotwa | 2:5 | Rosja | Ericsson Globe, Sztokholm |

| Szczegóły      | Szczegóły                                      | Szczegóły       | Szczegóły                                                                                                   | Szczegóły                                                              |
| -------------- | ---------------------------------------------- | --------------- | --- | ---------------------------------------------------------------------- |
| Godzina: 16:15 | M. Indrašis 11:32 (EQ) K. Daugaviņš 55:21 (PP) | (1:0, 0:2, 1:3) | 33:45 (PP) I. Nikulin 36:29 (PP) J. Małkin 45:03 (EQ) J. Małkin 50:53 (EQ) A. Popow 56:53 (EQ) J. Kuzniecow | Widzów: 5219 Sędzia główny: Keith Kaval Sędziowie liniowi: David Lewis |
| Godzina: 16:15 | 6 min. kar                                     |                 | 4 min. kar                                                                                                  | Widzów: 5219 Sędzia główny: Keith Kaval Sędziowie liniowi: David Lewis |

| 5 maja 2012 | Szwecja | 4:1 | Czechy | Ericsson Globe, Sztokholm |

| Szczegóły      | Szczegóły                                                                                      | Szczegóły       | Szczegóły                | Szczegóły                                                                 |
| -------------- | ---------------------------------------------------------------------------------------------- | --------------- | ------------------------ | ------------------------------------------------------------------------- |
| Godzina: 20:15 | J. Franzén 2:42 (EQ) N. Kronwall 20:50 (EQ) J. Lundqvist 50:24 (EQ) N. Persson 58:04 (EQ, ENG) | (1:0, 1:0, 2:1) | 43:44 (QE) J. Petružálek | Widzów: 10 076 Sędzia główny: Antti Boman Sędziowie liniowi: Jari Levonen |
| Godzina: 20:15 | 8 min. kar                                                                                     |                 | 6 min. kar               | Widzów: 10 076 Sędzia główny: Antti Boman Sędziowie liniowi: Jari Levonen |

| 6 maja 2012 | Dania | 3:4 d. | Włochy | Ericsson Globe, Sztokholm |

| Szczegóły      | Szczegóły                                                           | Szczegóły            | Szczegóły                                                                                     | Szczegóły                                                                   |
| -------------- | ------------------------------------------------------------------- | -------------------- | --------------------------------------------------------------------------------------------- | --------------------------------------------------------------------------- |
| Godzina: 12:15 | L. Eller 20:14 (EQ) J. B. Jensen 24:42 (EQ) J. B. Jensen 31:53 (EQ) | (0:2, 3:1, 0:0, 0:1) | 14:12 (EQ) L. Ansoldi 14:30 (EQ) M. de Marchi 33:56 (EQ) M. de Marchi 60:52 (EQ) G. Scandella | Widzów: 2878 Sędzia główny: Vladimír Baluška Sędziowie liniowi: Antti Boman |
| Godzina: 12:15 | 6 min. kar                                                          |                      | 8 min. kar                                                                                    | Widzów: 2878 Sędzia główny: Vladimír Baluška Sędziowie liniowi: Antti Boman |

| 6 maja 2012 | Rosja | 4:2 | Norwegia | Ericsson Globe, Sztokholm |

| Szczegóły      | Szczegóły                                                                                      | Szczegóły       | Szczegóły                              | Szczegóły                                                                  |
| -------------- | ---------------------------------------------------------------------------------------------- | --------------- | -------------------------------------- | -------------------------------------------------------------------------- |
| Godzina: 16:15 | J. Kuzniecow 21:21 (PP) D. Dienisow 27:01 (EQ) N. Kulomin 32:46 (EQ) A. Pierieżogin 40:40 (EQ) | (0:0, 3:2, 1:1) | 30:34 (PP) M. Ask 35:52 (PP) M. Holtet | Widzów: 4438 Sędzia główny: Danny Kurmann Sędziowie liniowi: Steve Patafie |
| Godzina: 16:15 | 8 min. kar                                                                                     |                 | 10 min. kar                            | Widzów: 4438 Sędzia główny: Danny Kurmann Sędziowie liniowi: Steve Patafie |

| 6 maja 2012 | Niemcy | 2:3 | Łotwa | Ericsson Globe, Sztokholm |

| Szczegóły      | Szczegóły                                 | Szczegóły       | Szczegóły                                                           | Szczegóły                                                                |
| -------------- | ----------------------------------------- | --------------- | ------------------------------------------------------------------- | ------------------------------------------------------------------------ |
| Godzina: 20:15 | J. Tripp 24:58 (EQ) K. Hospelt 32:03 (EQ) | (0:1, 2:1, 0:1) | 11:09 (EQ) M. Indrašis 23:10 (EQ) M. Rēdlihs 52:15 (PP) A. Širokovs | Widzów: 4162 Sędzia główny: Jari Levonen Sędziowie liniowi: Brent Reiber |
| Godzina: 20:15 | 6 min. kar                                |                 | 0 min. kar                                                          | Widzów: 4162 Sędzia główny: Jari Levonen Sędziowie liniowi: Brent Reiber |

| 7 maja 2012 | Czechy | 4:3 k. | Norwegia | Ericsson Globe, Sztokholm |

| Szczegóły      | Szczegóły                                                                           | Szczegóły                 | Szczegóły                                                     | Szczegóły                                                               |
| -------------- | ----------------------------------------------------------------------------------- | ------------------------- | ------------------------------------------------------------- | ----------------------------------------------------------------------- |
| Godzina: 16:15 | A. Hemský 16:41 (EQ) D. Krejčí 37:04 (EQ) M. Frolík 47:56 (EQ) A. Hemský 65:00 (PS) | (1:1, 1:1, 1:1, 0:0, 0:1) | 11:16 (PP) M. Olimb 21:39 (EQ) L.E. Spets 50:51 (EQ) J. Holos | Widzów: 3383 Sędzia główny: Davin Lewis Sędziowie liniowi: Brent Reiber |
| Godzina: 16:15 | 8 min. kar                                                                          |                           | 4 min. kar                                                    | Widzów: 3383 Sędzia główny: Davin Lewis Sędziowie liniowi: Brent Reiber |

| 7 maja 2012 | Dania | 4:6 | Szwecja | Ericsson Globe, Sztokholm |

| Szczegóły      | Szczegóły                                                                       | Szczegóły       | Szczegóły | Szczegóły                                                                |
| -------------- | ------------------------------------------------------------------------------- | --------------- | --- | ------------------------------------------------------------------------ |
| Godzina: 20:15 | N. Hardt 18:27 (PP) N. Hardt 38:47 (PP) L. Eller 40:21 (EQ) M. Green 51:27 (EQ) | (1:4, 1:2, 2:0) | 02:06 (EQ) V. Stålberg 06:06 (PP) L. Eriksson 11:05 (PP) L. Eriksson 11:43 (EQ) V. Stålberg 20:43 (EQ) D. Alfredsson 29:16 (EQ) H. Zetterberg | Widzów: 8119 Sędzia główny: Keith Kaval Sędziowie liniowi: Steve Patafie |
| Godzina: 20:15 | 8 min. kar                                                                      |                 | 12 min. kar | Widzów: 8119 Sędzia główny: Keith Kaval Sędziowie liniowi: Steve Patafie |

| 8 maja 2012 | Łotwa | 5:0 | Włochy | Ericsson Globe, Sztokholm |

| Szczegóły      | Szczegóły | Szczegóły       | Szczegóły   | Szczegóły                                                                    |
| -------------- | --- | --------------- | ----------- | ---------------------------------------------------------------------------- |
| Godzina: 16:15 | R. Ķēniņš 18:24 (EQ) G. Meija 24:16 (EQ) O. Bārtulis 37:54 (PP) M. Indrašis 40:43 (EQ) K. Rēdlihs 42:31 (PP) | (1:0, 2:0, 2:0) |             | Widzów: 2785 Sędzia główny: Keith Kaval Sędziowie liniowi: Konstantin Olenin |
| Godzina: 16:15 | 4 min. kar                                                                                                   |                 | 14 min. kar | Widzów: 2785 Sędzia główny: Keith Kaval Sędziowie liniowi: Konstantin Olenin |

| 8 maja 2012 | Rosja | 2:0 | Niemcy | Ericsson Globe, Sztokholm |

| Szczegóły      | Szczegóły                                          | Szczegóły       | Szczegóły   | Szczegóły                                                                   |
| -------------- | -------------------------------------------------- | --------------- | ----------- | --------------------------------------------------------------------------- |
| Godzina: 20:15 | N. Żerdiew 19:51 (EQ) A. Tierieszczenko 50:35 (PP) | (1:0, 0:0, 1:0) |             | Widzów: 2897 Sędzia główny: Vladimir Baluska Sędziowie liniowi: Antti Boman |
| Godzina: 20:15 | 10 min. kar                                        |                 | 10 min. kar | Widzów: 2897 Sędzia główny: Vladimir Baluska Sędziowie liniowi: Antti Boman |

| 9 maja 2012 | Norwegia | 6:2 | Włochy | Ericsson Globe, Sztokholm |

| Szczegóły      | Szczegóły | Szczegóły       | Szczegóły                                | Szczegóły                                                                           |
| -------------- | --- | --------------- | ---------------------------------------- | ----------------------------------------------------------------------------------- |
| Godzina: 16:15 | M. Trygg 03:06 (EQ) P.Å. Skrøder 16:51 (EQ) M. Holtet 24:27 (PP) A. Bastiansen 30:35 (EQ) M. Trygg 48:11 (SH) P.Å. Skrøder 54:49 (PP) | (2:1, 2:1, 2:0) | 5:11 (EQ) L. Ansoldi 32:35 (PP) A. Egger | Widzów: 1357 Sędzia główny: Vladimir Baluska Sędziowie liniowi: Wiaczesław Bulianow |
| Godzina: 16:15 | 24 min. kar |                 | 14 min. kar                              | Widzów: 1357 Sędzia główny: Vladimir Baluska Sędziowie liniowi: Wiaczesław Bulianow |

| 9 maja 2012 | Szwecja | 5:2 | Niemcy | Ericsson Globe, Sztokholm |

| Szczegóły      | Szczegóły | Szczegóły       | Szczegóły                                  | Szczegóły                                                                        |
| -------------- | --- | --------------- | ------------------------------------------ | -------------------------------------------------------------------------------- |
| Godzina: 20:15 | M.Krüger 01:17 (EQ) V. Stålberg 26:38 (EQ) E. Karlsson 28:14 (PP) N. Persson 42:30 (EQ) J. Franzén 48:32 (EQ) | (1:1, 2:1, 2:0) | 19:59 (EQ) P. Gogulla 36:58 (EQ) P. Reimer | Widzów: 11 500 Sędzia główny: Danny Kurmann Sędziowie liniowi: Konstantin Olenin |
| Godzina: 20:15 | 2 min. kar |                 | 6 min. kar                                 | Widzów: 11 500 Sędzia główny: Danny Kurmann Sędziowie liniowi: Konstantin Olenin |

| 10 maja 2012 | Dania | 1:3 | Rosja | Ericsson Globe, Sztokholm |

| Szczegóły      | Szczegóły           | Szczegóły       | Szczegóły                                                            | Szczegóły                                                                        |
| -------------- | ------------------- | --------------- | -------------------------------------------------------------------- | -------------------------------------------------------------------------------- |
| Godzina: 16:15 | L. Eller 04:11 (EQ) | (1:2, 0:1, 0:0) | 02:08 (EQ) J. Miedwiediew 13:35 (EQ) J. Małkin 26:32 (EQ) D. Kalinin | Widzów: 2117 Sędzia główny: Lars Brueggemann Sędziowie liniowi: Morgan Johansson |
| Godzina: 16:15 | 6 min. kar          |                 | 2 min. kar                                                           | Widzów: 2117 Sędzia główny: Lars Brueggemann Sędziowie liniowi: Morgan Johansson |

| 10 maja 2012 | Czechy | 3:1 | Łotwa | Ericsson Globe, Sztokholm |

| Szczegóły      | Szczegóły                                                          | Szczegóły       | Szczegóły             | Szczegóły                                                                       |
| -------------- | ------------------------------------------------------------------ | --------------- | --------------------- | ------------------------------------------------------------------------------- |
| Godzina: 20:15 | M. Michálek 28:58 (EQ) P. Nedvěd 50:50 (EQ) T. Plekanec 53:22 (PP) | (0:0, 1:1, 2:0) | 23:55 (EQ) A. Bērziņš | Widzów: 2570 Sędzia główny: Wiaczesław Bułanow Sędziowie liniowi: Danny Kurmann |
| Godzina: 20:15 | 12 min. kar                                                        |                 | 10 min. kar           | Widzów: 2570 Sędzia główny: Wiaczesław Bułanow Sędziowie liniowi: Danny Kurmann |

| 11 maja 2012 | Włochy | 0:6 | Czechy | Ericsson Globe, Sztokholm |

| Szczegóły      | Szczegóły   | Szczegóły       | Szczegóły | Szczegóły                                                                         |
| -------------- | ----------- | --------------- | --- | --------------------------------------------------------------------------------- |
| Godzina: 16:15 |             | (0:2, 0:3, 0:1) | 05:56 (PP) P. Nedvěd 12:45 (EQ) J. Novotný 27:15 (SH) P. Čáslava 31:45 (PP) A. Hemský 32:45 (EQ) P. Čáslava 54:29 (PP) M. Erat | Widzów: 2753 Sędzia główny: Morgan Johansson Sędziowie liniowi: Konstantin Olenin |
| Godzina: 16:15 | 10 min. kar |                 | 8 min. kar | Widzów: 2753 Sędzia główny: Morgan Johansson Sędziowie liniowi: Konstantin Olenin |

| 11 maja 2012 | Rosja | 7:3 | Szwecja | Ericsson Globe, Sztokholm |

| Szczegóły      | Szczegóły | Szczegóły       | Szczegóły                                                             | Szczegóły                                                                |
| -------------- | --- | --------------- | --------------------------------------------------------------------- | ------------------------------------------------------------------------ |
| Godzina: 20:15 | A. Popow 10:27 (EQ) J. Małkin 36:00 (PP) A. Jemielin 38:27 (PP) A. Pierieżogin 40:15 (EQ) J. Małkin 42:40 (EQ) J. Małkin 51:08 (EQ) A. Pierieżogin 59:06 (EQ) | (1:2, 2:1, 4:0) | 05:57 (PP) E. Karlsson 14:33 (PP) H. Zetterberg 29:36 (PP) J. Franzén | Widzów: 11 500 Sędzia główny: Antti Boman Sędziowie liniowi: Keith Kaval |
| Godzina: 20:15 | 37 min. kar |                 | 10 min. kar                                                           | Widzów: 11 500 Sędzia główny: Antti Boman Sędziowie liniowi: Keith Kaval |

| 12 maja 2012 | Norwegia | 3:0 | Łotwa | Ericsson Globe, Sztokholm |

| Szczegóły      | Szczegóły                                                          | Szczegóły       | Szczegóły   | Szczegóły                                                                         |
| -------------- | ------------------------------------------------------------------ | --------------- | ----------- | --------------------------------------------------------------------------------- |
| Godzina: 12:15 | J. Holøs 12:43 (EQ) A. Martinsen 25:54 (EQ) P. Thoresen 38:43 (EQ) | (1:0, 2:0, 0:0) |             | Widzów: 5332 Sędzia główny: Lars Brueggemann Sędziowie liniowi: Konstantin Olenin |
| Godzina: 12:15 | 8 min. kar                                                         |                 | 22 min. kar | Widzów: 5332 Sędzia główny: Lars Brueggemann Sędziowie liniowi: Konstantin Olenin |

| 12 maja 2012 | Niemcy | 2:1 | Dania | Ericsson Globe, Sztokholm |

| Szczegóły      | Szczegóły                                      | Szczegóły       | Szczegóły           | Szczegóły                                                                     |
| -------------- | ---------------------------------------------- | --------------- | ------------------- | ----------------------------------------------------------------------------- |
| Godzina: 16:15 | T. Greilinger 37:10 (EQ) P. Gogulla 48:24 (EQ) | (0:0, 1:1, 1:0) | 21:35 (EQ) M. Green | Widzów: 5107 Sędzia główny: Vladimír Baluška Sędziowie liniowi: Danny Kurmann |
| Godzina: 16:15 | 6 min. kar                                     |                 | 2 min. kar          | Widzów: 5107 Sędzia główny: Vladimír Baluška Sędziowie liniowi: Danny Kurmann |

| 12 maja 2012 | Włochy | 0:4 | Szwecja | Ericsson Globe, Sztokholm |

| Szczegóły      | Szczegóły   | Szczegóły       | Szczegóły                                                                                  | Szczegóły                                                                     |
| -------------- | ----------- | --------------- | ------------------------------------------------------------------------------------------ | ----------------------------------------------------------------------------- |
| Godzina: 20:15 |             | (0:2, 0:1, 0:1) | 05:13 (EQ) M. Krüger 19:12 (EQ) S. Kronwall 25:45 (PP) E. Karlsson 41:45 (EQ) G. Landeskog | Widzów: 8979 Sędzia główny: Antti Boman Sędziowie liniowi: Vyacheslav Bulanov |
| Godzina: 20:15 | 14 min. kar |                 | 8 min. kar                                                                                 | Widzów: 8979 Sędzia główny: Antti Boman Sędziowie liniowi: Vyacheslav Bulanov |

| 13 maja 2012 | Rosja | 2:0 | Czechy | Ericsson Globe, Sztokholm |

| Szczegóły      | Szczegóły                                      | Szczegóły       | Szczegóły  | Szczegóły                                                                     |
| -------------- | ---------------------------------------------- | --------------- | ---------- | ----------------------------------------------------------------------------- |
| Godzina: 16:15 | A. Pierieżogin 00:24 (EQ) J. Małkin 40:44 (PP) | (1:0, 0:0, 1:0) |            | Widzów: 5341 Sędzia główny: Lars Brueggemann Sędziowie liniowi: Danny Kurmann |
| Godzina: 16:15 | 8 min. kar                                     |                 | 8 min. kar | Widzów: 5341 Sędzia główny: Lars Brueggemann Sędziowie liniowi: Danny Kurmann |

| 13 maja 2012 | Niemcy | 4:12 | Norwegia | Ericsson Globe, Sztokholm |

| Szczegóły      | Szczegóły                                                                           | Szczegóły       | Szczegóły | Szczegóły                                                                     |
| -------------- | ----------------------------------------------------------------------------------- | --------------- | --- | ----------------------------------------------------------------------------- |
| Godzina: 20:15 | P. Reimer 38:25 (EQ) J. Krueger 41:01 (EQ) M. Kink 46:27 (EQ) C. Fischer 57:17 (PP) | (0:3, 1:6, 3:3) | 00:20 (EQ) P. Thoresen 01:28 (PP) P. Thoresen 05:07 (EQ) M. Roymark 23:16 (EQ) L.E. Spets 24:12 (EQ) J. Kaunismaki 27:52 (PP) J. Holos 32:07 (EQ) P. Thoresen 33:24 (EQ) P.Å. Skrøder 34:07 (PP) M.Trygg 40:44 (EQ) P.Å. Skrøder 43:15 (EQ) M. Hansen 52:05 (EQ) M.Trygg | Widzów: 2462 Sędzia główny: Wiaczesław Bułanow Sędziowie liniowi: Keith Kaval |
| Godzina: 20:15 | 26 min. kar                                                                         |                 | 12 min. kar | Widzów: 2462 Sędzia główny: Wiaczesław Bułanow Sędziowie liniowi: Keith Kaval |

| 14 maja 2012 | Łotwa | 0:2 | Dania | Ericsson Globe, Sztokholm |

| Szczegóły      | Szczegóły   | Szczegóły       | Szczegóły                                 | Szczegóły                                                                          |
| -------------- | ----------- | --------------- | ----------------------------------------- | ---------------------------------------------------------------------------------- |
| Godzina: 16:15 |             | (0:0, 0:2, 0:0) | 24:48 (EQ) M. Green 35:23 (EQ) M. Mandsen | Widzów: 2197 Sędzia główny: Lars Brueggemann Sędziowie liniowi: Wiaczesław Bułanow |
| Godzina: 16:15 | 10 min. kar |                 | 20 min. kar                               | Widzów: 2197 Sędzia główny: Lars Brueggemann Sędziowie liniowi: Wiaczesław Bułanow |

| 14 maja 2012 | Włochy | 0:4 | Rosja | Ericsson Globe, Sztokholm |

| Szczegóły      | Szczegóły  | Szczegóły       | Szczegóły                                                                            | Szczegóły                                                                        |
| -------------- | ---------- | --------------- | ------------------------------------------------------------------------------------ | -------------------------------------------------------------------------------- |
| Godzina: 20:15 |            | (0:1, 0:2, 0:1) | 10:35 (EQ) P. Daciuk 24:28 (EQ) J. Kuzniecow 28:07 (EQ) A. Popow 53:38 (EQ) A. Popow | Widzów: 2336 Sędzia główny: Vladimír Baluška Sędziowie liniowi: Morgan Johansson |
| Godzina: 20:15 | 4 min. kar |                 | 2 min. kar                                                                           | Widzów: 2336 Sędzia główny: Vladimír Baluška Sędziowie liniowi: Morgan Johansson |

| 15 maja 2012 | Norwegia | 6:2 | Dania | Ericsson Globe, Sztokholm |

| Szczegóły      | Szczegóły | Szczegóły       | Szczegóły                                   | Szczegóły                                                                     |
| -------------- | --- | --------------- | ------------------------------------------- | ----------------------------------------------------------------------------- |
| Godzina: 12:15 | L.E. Spets 26:12 (EQ) M. Ask 27:29 (EQ) P.Å. Skrøder 35:35 (EQ) J. Holøs 37:53 (PP) P. Thoresen 39:39 (PP) M. Trygg 55:39 (EQ) | (0:0, 5:0, 1:2) | 43:03 (EQ) M. Mandsen 47:50 (EQ) M. Poulsen | Widzów: 2054 Sędzia główny: Morgan Johansson Sędziowie liniowi: Danny Kurmann |
| Godzina: 12:15 | 20 min. kar |                 | 44 min. kar                                 | Widzów: 2054 Sędzia główny: Morgan Johansson Sędziowie liniowi: Danny Kurmann |

| 15 maja 2012 | Czechy | 8:1 | Niemcy | Ericsson Globe, Sztokholm |

| Szczegóły      | Szczegóły | Szczegóły       | Szczegóły                | Szczegóły                                                                           |
| -------------- | --- | --------------- | ------------------------ | ----------------------------------------------------------------------------------- |
| Godzina: 16:15 | A. Hemský 01:58 (EQ) L. Krajíček 10:34 (EQ) M. Erat 16:05 (PP) P. Koukal 25:01 (PP) D. Krejčí 29:55 (SH) J. Novotný 34:22 (EQ) P. Koukal 44:34 (PP) M. Blaťák 46:42 (PP) | (3:1, 3:0, 2:0) | 07:36 (PP) T. Greilinger | Widzów: 2114 Sędzia główny: Wiaczesław Bułanow Sędziowie liniowi: Konstantin Olenin |
| Godzina: 16:15 | 4 min. kar |                 | 14 min. kar              | Widzów: 2114 Sędzia główny: Wiaczesław Bułanow Sędziowie liniowi: Konstantin Olenin |

| 15 maja 2012 | Szwecja | 4:0 | Łotwa | Ericsson Globe, Sztokholm |

| Szczegóły      | Szczegóły                                                                                       | Szczegóły       | Szczegóły   | Szczegóły                                                                        |
| -------------- | ----------------------------------------------------------------------------------------------- | --------------- | ----------- | -------------------------------------------------------------------------------- |
| Godzina: 20:15 | L. Eriksson 04:39 (EQ) J. Silvferberg 14:40 (PP) H. Zetterberg 33:45 (PP) J. Franzén 52:18 (PP) | (2:0, 1:0, 1:0) |             | Widzów: 9358 Sędzia główny: Vladimír Baluška Sędziowie liniowi: Lars Brueggemann |
| Godzina: 20:15 | 6 min. kar                                                                                      |                 | 23 min. kar | Widzów: 9358 Sędzia główny: Vladimír Baluška Sędziowie liniowi: Lars Brueggemann |

Tabela
| Lp. | Zespół   | M | W | WpD | PpD | P | G + | G – | +/− | Pkt |
| --- | -------- | - | - | --- | --- | - | --- | --- | --- | --- |
| 1   | Rosja    | 7 | 7 | 0   | 0   | 0 | 26  | 8   | +18 | 21  |
| 2   | Szwecja  | 7 | 6 | 0   | 0   | 1 | 29  | 15  | +14 | 18  |
| 3   | Czechy   | 7 | 4 | 1   | 0   | 2 | 24  | 11  | +13 | 14  |
| 4   | Norwegia | 7 | 4 | 0   | 1   | 2 | 33  | 19  | +14 | 13  |
| 5   | Łotwa    | 7 | 2 | 0   | 0   | 5 | 11  | 19  | -8  | 6   |
| 6   | Niemcy   | 7 | 2 | 0   | 0   | 5 | 14  | 31  | -17 | 6   |
| 7   | Dania    | 7 | 1 | 0   | 1   | 5 | 13  | 23  | -10 | 4   |
| 8   | Włochy   | 7 | 0 | 1   | 0   | 6 | 6   | 31  | -25 | 2   |

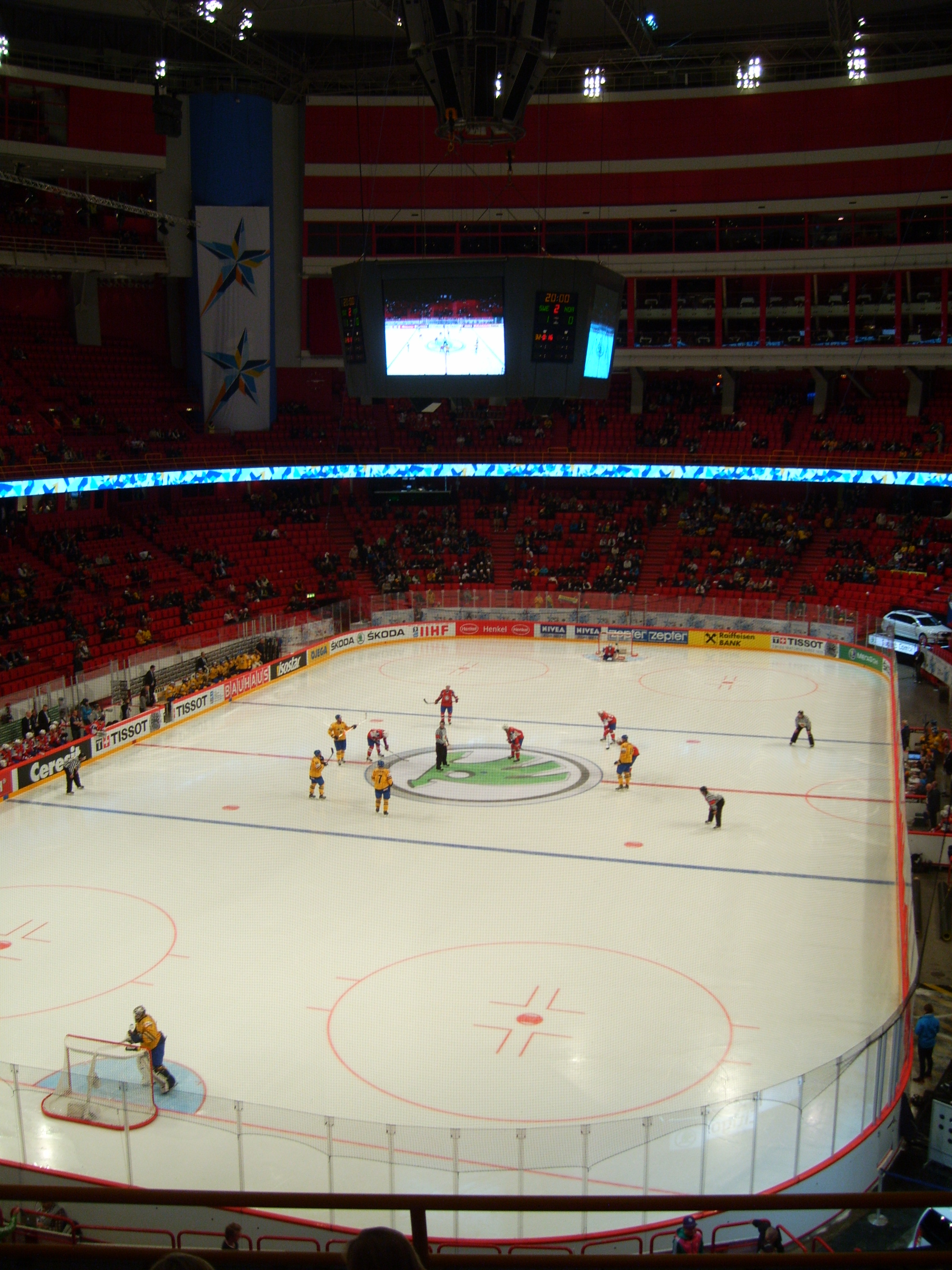
Hala Ericsson Globe podczas meczu Szwecja-Norwegia

Lp. = lokata, M = liczba rozegranych spotkań, W = Wygrane, WpD = Wygrane po dogrywce lub karnych, PpD = Porażki po dogrywce lub karnych, P = Porażki, G+ = Gole strzelone, G- = Gole stracone, Pkt = Liczba zdobytych punktów,     = awans do ćwierćfinałów     = pozostanie w elicie     = spadek do I dywizji, grupy A

## Faza pucharowa
|  |                          |                   |                         |                         |   |           |                         |                         |                         |                         |                   |       |       |
|  | Ćwierćfinały             | Ćwierćfinały      | Ćwierćfinały            |                         |   | Półfinały | Półfinały               | Półfinały               |                         |                         | Finał             | Finał | Finał |
|  | Ćwierćfinały             | Ćwierćfinały      | Ćwierćfinały            |                         |   | Półfinały | Półfinały               | Półfinały               |                         |                         | Finał             | Finał | Finał |
|  | 17 maja 2012 – Helsinki  |                   |                         |                         |   |           |                         |                         |                         |                         |                   |       |       |
|  |                          |                   |                         |                         |   |           |                         |                         |                         |                         |                   |       |       |
|  | Kanada                   | Kanada            | 3                       |                         |   |           |                         |                         |                         |                         |                   |       |       |
|  | Kanada                   | Kanada            | 3                       | 19 maja 2012 – Helsinki |   |           |                         |                         |                         |                         |                   |       |       |
|  | Słowacja                 | Słowacja          | 4                       |                         |   |           |                         |                         |                         |                         |                   |       |       |
|  | Słowacja                 | Słowacja          | 4                       |                         |   | Słowacja  | Słowacja                | 3                       |                         |                         |                   |       |       |
|  | 17 maja 2012 – Sztokholm |                   |                         |                         |   | Słowacja  | Słowacja                | 3                       |                         |                         |                   |       |       |
|  |                          |                   | Czechy                  | Czechy                  | 1 |           |                         |                         |                         |                         |                   |       |       |
|  | Szwecja                  | Szwecja           | Czechy                  | Czechy                  | 1 | 3         |                         |                         |                         |                         |                   |       |       |
|  | Szwecja                  | Szwecja           |                         |                         |   | 3         | 20 maja 2012 – Helsinki |                         |                         |                         |                   |       |       |
|  | Czechy                   | Czechy            | 4                       |                         |   |           |                         |                         |                         |                         |                   |       |       |
|  | Czechy                   | Czechy            | 4                       |                         |   | Rosja     | Rosja                   | 6                       |                         |                         |                   |       |       |
|  | 17 maja 2012 – Helsinki  |                   |                         |                         |   | Rosja     | Rosja                   | 6                       |                         |                         |                   |       |       |
|  |                          |                   | Słowacja                | Słowacja                | 2 |           |                         |                         |                         |                         |                   |       |       |
|  | Finlandia                | Finlandia         | Słowacja                | Słowacja                | 2 | 3         |                         |                         |                         |                         |                   |       |       |
|  | Finlandia                | Finlandia         | 19 maja 2012 – Helsinki |                         |   | 3         |                         |                         |                         |                         |                   |       |       |
|  | Stany Zjednoczone        | Stany Zjednoczone | 2                       |                         |   |           |                         |                         |                         |                         |                   |       |       |
|  | Stany Zjednoczone        | Stany Zjednoczone | 2                       |                         |   | Rosja     | Rosja                   | 6                       | Mecz o 3. miejsce       | Mecz o 3. miejsce       | Mecz o 3. miejsce |       |       |
|  | 17 maja 2012 – Sztokholm |                   |                         |                         |   | Rosja     | Rosja                   | 6                       | Mecz o 3. miejsce       | Mecz o 3. miejsce       | Mecz o 3. miejsce |       |       |
|  |                          |                   | Finlandia               | Finlandia               | 2 |           |                         | 20 maja 2012 – Helsinki | 20 maja 2012 – Helsinki | 20 maja 2012 – Helsinki |                   |       |       |
|  | Rosja                    | Rosja             | Finlandia               | Finlandia               | 2 | 5         |                         | 20 maja 2012 – Helsinki | 20 maja 2012 – Helsinki | 20 maja 2012 – Helsinki |                   |       |       |
|  | Rosja                    | Rosja             |                         |                         |   |           |                         | Finlandia               | Finlandia               | 2                       |                   |       |       |
|  | Norwegia                 | Norwegia          | 2                       |                         |   |           |                         |                         | Finlandia               | 2                       |                   |       |       |
|  | Norwegia                 | Norwegia          | 2                       |                         |   |           |                         | Czechy                  | Czechy                  | 3                       |                   |       |       |
|  |                          |                   |                         |                         |   |           |                         |                         | Czechy                  | 3                       |                   |       |       |

### Ćwierćfinały
| 17 maja 2012 | Kanada | 3:4 | Słowacja | Hartwall Areena, Helsinki |

| Szczegóły      | Szczegóły                                                      | Szczegóły       | Szczegóły                                                                              | Szczegóły                                                                    |
| -------------- | -------------------------------------------------------------- | --------------- | -------------------------------------------------------------------------------------- | ---------------------------------------------------------------------------- |
| Godzina: 12:00 | E. Kane 16:14 (EQ) J. Skinner 26:30 (PP) A. Burrows 37:43 (EQ) | (1:2, 2:0, 0:2) | 05:57 (EQ) T. Kopecký 09:14 (EQ) M. Šatan 53:25 (EQ) M. Bartovič 57:32 (PP) M. Handzuš | Widzów: 11568 Sędzia główny: Martin Fraňo Sędziowie liniowi: Antonín Jeřábek |
| Godzina: 12:00 | 31 min. kar                                                    |                 | 6 min. kar                                                                             | Widzów: 11568 Sędzia główny: Martin Fraňo Sędziowie liniowi: Antonín Jeřábek |

| 17 maja 2012 | Rosja | 5:2 | Norwegia | Ericsson Globe, Sztokholm |

| Szczegóły      | Szczegóły | Szczegóły       | Szczegóły                                       | Szczegóły                                                                     |
| -------------- | --- | --------------- | ----------------------------------------------- | ----------------------------------------------------------------------------- |
| Godzina: 14:45 | A. Owieczkin 07:26 (EQ) A. Popow 14:09 (EQ) A. Jemielin 40:55 (EQ) N. Żerdiew 50:43 (EQ) I. Nikulin 54:52 (PP) | (2:1, 0:1, 3:0) | 11:33 (EQ) P.-Å. Skrøder 20:28 (PP) P. Thoresen | Widzów: 7519 Sędzia główny: Lars Brueggemann Sędziowie liniowi: Danny Kurmann |
| Godzina: 14:45 | 2 min. kar |                 | 8 min. kar                                      | Widzów: 7519 Sędzia główny: Lars Brueggemann Sędziowie liniowi: Danny Kurmann |

| 17 maja 2012 | Finlandia | 3:2 | Stany Zjednoczone | Hartwall Areena, Helsinki |

| Szczegóły      | Szczegóły                                                       | Szczegóły       | Szczegóły                                 | Szczegóły                                                                            |
| -------------- | --------------------------------------------------------------- | --------------- | ----------------------------------------- | ------------------------------------------------------------------------------------ |
| Godzina: 17:30 | J. Joensuu 33:27 (EQ) M. Koivu 53:02 (EQ) J. Joensuu 59:51 (EQ) | (0:0, 1:1, 1:2) | 33:48 (EQ) K. Palmieri 41:39 (EQ) B. Ryan | Widzów: 12426 Sędzia główny: Wiaczesław Bułanow Sędziowie liniowi: Konstantin Olenin |
| Godzina: 17:30 | 0 min. kar                                                      |                 | 2 min. kar                                | Widzów: 12426 Sędzia główny: Wiaczesław Bułanow Sędziowie liniowi: Konstantin Olenin |

| 17 maja 2012 | Szwecja | 3:4 | Czechy | Ericsson Globe, Sztokholm |

| Szczegóły      | Szczegóły                                                              | Szczegóły       | Szczegóły                                                                            | Szczegóły                                                                 |
| -------------- | ---------------------------------------------------------------------- | --------------- | ------------------------------------------------------------------------------------ | ------------------------------------------------------------------------- |
| Godzina: 20:15 | L. Eriksson 07:10 (EQ) H. Zetterberg 39:15 (EQ) J. Ericsson 40:45 (EQ) | (1:2, 1:1, 1:1) | 11:50 (EQ) P. Nedvěd 16:56 (EQ) J. Novotný 30:27 (PP) M. Erat 59:31 (EQ) M. Michálek | Widzów: 10397 Sędzia główny: Jari Levonen Sędziowie liniowi: Brent Reiber |
| Godzina: 20:15 | 6 min. kar                                                             |                 | 2 min. kar                                                                           | Widzów: 10397 Sędzia główny: Jari Levonen Sędziowie liniowi: Brent Reiber |

### Półfinały
| 19 maja 2012 | Rosja | 6:2 | Finlandia | Hartwall Areena, Helsinki |

| Szczegóły      | Szczegóły | Szczegóły       | Szczegóły                                    | Szczegóły                                                                    |
| -------------- | --- | --------------- | -------------------------------------------- | ---------------------------------------------------------------------------- |
| Godzina: 13:30 | J. Małkin 15:33 (EQ) J. Małkin 19:06 (PP) A. Owieczkin 29:47 (EQ) J. Małkin 37:41 (PP) D. Kokariew 41:05 (EQ) S. Szyrokow 48:41 (PP) | (2:1, 2:0, 2:1) | 07:28 (EQ) J. Niskala 56:04 (EQ) M. Granlund | Widzów: 13239 Sędzia główny: Antonín Jeřábek Sędziowie liniowi: Brent Reiber |
| Godzina: 13:30 | 4 min. kar |                 | 8 min. kar                                   | Widzów: 13239 Sędzia główny: Antonín Jeřábek Sędziowie liniowi: Brent Reiber |

| 19 maja 2012 | Czechy | 1:3 | Słowacja | Hartwall Areena, Helsinki |

| Szczegóły      | Szczegóły            | Szczegóły       | Szczegóły                                                     | Szczegóły                                                                    |
| -------------- | -------------------- | --------------- | ------------------------------------------------------------- | ---------------------------------------------------------------------------- |
| Godzina: 17:30 | M. Frolík 30:45 (EQ) | (0:1, 1:0, 0:2) | 15:52 (EQ) M. Šatan 40:56 (SH) M. Šatan 44:23 (EQ) L. Hudáček | Widzów: 12355 Sędzia główny: Lars Brüggemann Sędziowie liniowi: Jari Levonen |
| Godzina: 17:30 | 0 min. kar           |                 | 6 min. kar                                                    | Widzów: 12355 Sędzia główny: Lars Brüggemann Sędziowie liniowi: Jari Levonen |

### Mecz o trzecie miejsce
| 20 maja 2012 | Finlandia | 2:3 | Czechy | Hartwall Areena, Helsinki |

| Szczegóły      | Szczegóły                                   | Szczegóły       | Szczegóły                                                       | Szczegóły                                                                         |
| -------------- | ------------------------------------------- | --------------- | --------------------------------------------------------------- | --------------------------------------------------------------------------------- |
| Godzina: 15:00 | M. Pyörälä 16:53 (EQ) J. Jokinen 49:01 (PP) | (1:3, 0:0, 1:0) | 12:17 (PP) P. Průcha 17:22 (EQ) J. Novotný 19:07 (EQ) D. Krejčí | Widzów: 12 879 Sędzia główny: Wiaczesław Bułanow Sędziowie liniowi: Danny Kurmann |
| Godzina: 15:00 | 8 min. kar                                  |                 | 12 min. kar                                                     | Widzów: 12 879 Sędzia główny: Wiaczesław Bułanow Sędziowie liniowi: Danny Kurmann |

### Finał
| 20 maja 2012 | Rosja | 6:2 | Słowacja | Hartwall Areena, Helsinki |

| Szczegóły      | Szczegóły | Szczegóły       | Szczegóły                               | Szczegóły                                                                     |
| -------------- | --- | --------------- | --------------------------------------- | ----------------------------------------------------------------------------- |
| Godzina: 19:30 | A. Siomin 09:57 (EQ) A. Pierieżogin 26:10 (EQ) A. Tierieszczenko 33:31 (EQ) A. Siomin 35:22 (EQ) P. Daciuk 43:55 (EQ) J. Małkin 58:02 (EQ) | (1:1, 3:0, 2:1) | 01:06 (EQ) Z. Chára 49:37 (PP) Z. Chára | Widzów: 13 242 Sędzia główny: Antonín Jeřábek Sędziowie liniowi: Brent Reiber |
| Godzina: 19:30 | 2 min. kar |                 | 4 min. kar                              | Widzów: 13 242 Sędzia główny: Antonín Jeřábek Sędziowie liniowi: Brent Reiber |

## Statystyki
Stan po zakończeniu turnieju. Źródło: IIHF.com

### Zawodnicy z pola
| Lp. | Zawodnik         | Mecze | Gole |
| --- | ---------------- | ----- | ---- |
| 1.  | Jewgienij Małkin | 10    | 11   |
| 2.  | Patrick Thoresen | 8     | 7    |
| 3.  | Loui Eriksson    | 8     | 5    |
| 3.  | Bobby Ryan       | 8     | 5    |
| 3.  | Mats Trygg       | 8     | 5    |
| 3.  | Per-Åge Skrøder  | 8     | 5    |
| 7.  | Aleš Hemský      | 10    | 5    |
| 7.  | Jussi Jokinen    | 10    | 5    |
| 7.  | Tomáš Kopecký    | 10    | 5    |

| Lp. | Zawodnik          | Mecze | Asysty |
| --- | ----------------- | ----- | ------ |
| 1.  | Henrik Zetterberg | 8     | 12     |
| 2.  | Patrick Thoresen  | 8     | 11     |
| 3.  | Duncan Keith      | 8     | 10     |
| 3.  | Max Pacioretty    | 8     | 10     |
| 5.  | Morten Ask        | 8     | 8      |
| 5.  | Loui Eriksson     | 8     | 8      |

| Lp. | Zawodnik          | Mecze | Gole | As. | Pkt |
| --- | ----------------- | ----- | ---- | --- | --- |
| 1.  | Jewgienij Małkin  | 10    | 11   | 8   | 19  |
| 2.  | Patrick Thoresen  | 8     | 7    | 11  | 18  |
| 3.  | Henrik Zetterberg | 8     | 3    | 12  | 15  |
| 4.  | Loui Eriksson     | 8     | 5    | 8   | 13  |
| 5.  | Per-Åge Skrøder   | 8     | 5    | 7   | 12  |
| 6.  | Aleksandr Popow   | 10    | 4    | 8   | 12  |
| 7.  | Max Pacioretty    | 8     | 2    | 10  | 12  |

| Lp. | Zawodnik          | Mecze | Minuty |
| --- | ----------------- | ----- | ------ |
| 1.  | Goran Bezina      | 5     | 29     |
| 2.  | Jannik Hansen     | 6     | 29     |
| 3.  | Sacha Treille     | 2     | 27     |
| 4.  | Siarhiej Kascicyn | 3     | 27     |
| 5.  | Koba Jass         | 7     | 27     |
| 6.  | Ryan Getzlaf      | 8     | 27     |
| 8.  | Dmitrij Kalinin   | 5     | 25     |

| Lp. | Zawodnik              | Mecze | +/− |
| --- | --------------------- | ----- | --- |
| 1.  | Jewgienij Małkin      | 10    | +16 |
| 1.  | Aleksandr Pierieżogin | 10    | +16 |
| 3.  | Aleksandr Popow       | 10    | +15 |
| 4.  | Aleksiej Jemielin     | 9     | +12 |
| 5.  | Ilja Nikulin          | 10    | +10 |
| 6.  | Justin Faulk          | 8     | +9  |
| 7.  | Jewgienij Biriukow    | 7     | +9  |

| Lp. | Zawodnik              | Gole |
| --- | --------------------- | ---- |
| 1.  | Jamie Benn            | 2    |
| 1.  | Aleš Hemský           | 2    |
| 1.  | Marcus Krüger         | 2    |
| 1.  | Jewgienij Małkin      | 2    |
| 1.  | Petr Nedvěd           | 2    |
| 1.  | Corey Perry           | 2    |
| 1.  | Aleksandr Pierieżogin | 2    |
| 1.  | Branko Radivojevič    | 2    |
| 1.  | Bobby Ryan            | 2    |

Klasyfikacja +/− = zestawienie punktujące zawodników przebywających na lodzie w momencie padającego gola; punkt dodatni uzyskuje zawodnik, będący na lodzie w chwili zdobycia gola przez jego drużynę, punkt ujemny otrzymuje gracz będący na lodzie w chwili utracenia gola przez jego drużynę

Zwycięskie gole = oznacza gol zdobyty jako ostatni przez drużynę wygrywającą mecz przy wyniku korzystniejszym o jedną bramkę (np. drugi gol przy wyniku 2:1) lub gol zdobyty przez drużynę wygrywającą przewyższający liczbę bramek przeciwnika o jeden (np. czwarta bramka przy wyniku 6:3)

### Klasyfikacja bramkarzy
Zestawienie skompletowane wedle skuteczności udanych interwencji w procentach. Dotyczy tylko bramkarzy, którzy rozegrali 40% czasu gry swych zespołów.
| Zawodnik         | Czas gry | Strzały | Bramki | Śr. goli | Obrony % | Mecze bez straty gola |
| ---------------- | -------- | ------- | ------ | -------- | -------- | --------------------- |
| Siemion Warłamow | 440:00   | 214     | 13     | 1.77     | 93.93    | 1                     |
| Jakub Štěpánek   | 242:07   | 98      | 6      | 1.49     | 93.88    | 1                     |
| Jakub Kovář      | 351:14   | 166     | 12     | 2.05     | 92.77    | 1                     |
| Ján Laco         | 524:10   | 250     | 19     | 2.17     | 92.40    | 1                     |
| Wital Kowal      | 266:26   | 163     | 13     | 2.93     | 92.02    | 0                     |

Czas = czas spędzony na lodzie; Strzały = strzały oddane na bramkę; Bramki = gole stracone, Śr. goli = średnia bramek straconych na mecz; Obrony % = skuteczne interwencje (w %)

### Wyróżnienia indywidualne
Źródło: [tt_news=6990 IIHF.com]
- Najlepsi zawodnicy wybrani przez dyrektoriat turnieju:
  - Najlepszy bramkarz:  Ján Laco
  - Najlepszy obrońca:  Zdeno Chára
  - Najlepszy napastnik:  Jewgienij Małkin

- Drużyna Gwiazd wybrana w głosowaniu dziennikarzy:
  - Bramkarz:  Ján Laco
  - Obrońcy:  Zdeno Chára,  Ilja Nikulin
  - Napastnicy:  Jewgienij Małkin,  Patrick Thoresen,  Henrik Zetterberg
  - Najbardziej Wartościowy Gracz:  Jewgienij Małkin

## Składy medalistów
| Złoto Rosja     | Konstantin Barulin, Jewgienij Biriukow, Michaił Biriukow, Pawieł Daciuk, Dienis Dienisow, Aleksiej Jemielin, Dmitrij Kalinin, Jewgienij Kietow, Dienis Kokariew, Nikołaj Kulomin, Jewgienij Kuzniecow, Jewgienij Małkin, Jewgienij Miedwiediew, Nikita Nikitin, Ilja Nikulin, Aleksandr Owieczkin, Aleksandr Pierieżogin, Aleksandr Popow, Jewgienij Riasienski, Aleksandr Siomin, Aleksandr Switow, Siergiej Szyrokow, Aleksiej Tierieszczenko, Siemion Warłamow, Nikołaj Żerdiew Trener: Zinetuła Bilaletdinow |
| Srebro Słowacja | Ivan Baranka, Milan Bartovič, Mário Bližňák, Zdeno Chára, Dominik Graňák, Peter Hamerlík, Michal Handzuš, Marcel Haščák, Marcel Hossa, Marek Hovorka, Július Hudáček, Libor Hudáček, Tomáš Kopecký, Kristián Kudroč, Ján Laco, Michel Miklík, Juraj Mikúš, Branko Radivojevič, Andrej Sekera, Michal Sersen, Tomáš Starosta, Tomáš Surový, Miroslav Šatan, Tomáš Tatar, René Vydarený Trener: Vladimír Vůjtek |
| Brąz Czechy     | Miroslav Blaťák, Petr Čáslava, Martin Erat, Michael Frolík, Lukáš Kašpar, Petr Koukal, Jakub Kovář, Lukáš Krajíček, David Krejčí, Jakub Krejčík, Zdeněk Kutlák, Milan Michálek, Tomáš Mojžíš, Petr Mrázek, Jakub Nakládal, Petr Nedvěd, Ondřej Němec, Jiří Novotný, Aleš Hemský, Jakub Petružálek, Tomáš Plekanec, Petr Průcha, Jakub Štěpánek, Petr Tenkrát, Michal Vondrka Trener: Alois Hadamczik |

## Klasyfikacja końcowa
| Msc. | Reprezentacja     |
| ---- | ----------------- |
|      | Rosja             |
|      | Słowacja          |
|      | Czechy            |
| 4    | Finlandia         |
| 5    | Kanada            |
| 6    | Szwecja           |
| 7    | Stany Zjednoczone |
| 8    | Norwegia          |
| 9    | Francja           |
| 10   | Łotwa             |
| 11   | Szwajcaria        |
| 12   | Niemcy            |
| 13   | Dania             |
| 14   | Białoruś          |
| 15   | Włochy            |
| 16   | Kazachstan        |

| Spadek do I Dywizji Grupy A w 2013: | Kazachstan, Włochy |
| Awans do turnieju MŚ Elity w 2013:  | Słowenia, Austria  |